# Гатто, Жак-Эдуард

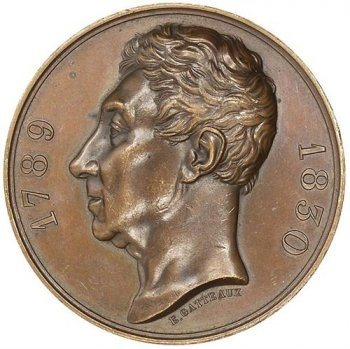
Медаль с портретом Лафайета, подпись — «E. GATTEAUX»

Жак-Эдуард Гатто (фр. Jacques-Édouard Gatteaux, 4 ноября 1788, Париж — 9 февраля 1881, Париж) — французский скульптор и медальер. Сын медальера и гравёра Никола-Мари Гатто.

## Биография
В 1809 году получил Римскую премию по медальерному искусству Французской академии в Риме.
В 1814 году вернулся из Италии в Париж. Создал ряд скульптур (в том числе статую Анны де Божё, установленную в Люксембургском саду) и множество медалей, включая 17 портретных медалей для серии «Знаменитые французы» (с портретами Гретри, Корнеля, Монтеня и др.).